# Pietro Palazzini
Pietro Palazzini (Piobbico, 19 mei 1912 - Rome, 11 oktober 2000) was een Italiaans geestelijke en kardinaal van de Rooms-Katholieke Kerk.
Palazzini bezocht het diocesaan kleinseminarie in Cagli en studeerde vervolgens aan het regionaal grootseminarie Pio XI. Daarna vertrok hij naar Rome, waar hij studeerde aan de Pauselijke Lateraanse Universiteit en het Pauselijk Romeins Seminarie, een studie die hij afsloot met een promotie in de beide rechten. Hij werd op 6 december 1934 priester gewijd. Hij doceerde vervolgens aan het seminarie in Cagli en werd kanunnik van het kathedraal kapittel aldaar. Tijdens de Tweede Wereldoorlog ving hij verschillende politieke vluchtelingen op, onder wie Pietro Nenni, de latere socialistische minister-president van Italië en een groot aantal Italiaanse Joden. Na de oorlog werd hij hoogleraar aan de Lateraanse Universiteit. In 1956 werd hij ondersecretaris van de Congregatie van het Concilie en in 1958 secretaris.
Paus Johannes XXIII benoemde hem in 1962 tot titulair aartsbisschop van Cesarea in Cappodocië. Hij werd bisschop gewijd door de paus zelf. Francesco Carpino en Pietro Parente waren de medewijdende bisschoppen. Hij werd hierop secretaris van de Commissie van Kardinalen, verantwoordelijk voor de heiligdommen van Pompeï en Loreto. Hij nam deel aan het Tweede Vaticaans Concilie. In 1968 maakte paus Paulus VI hem secretaris van een commissie die de nieuwe Nederlandse Katechismus moest beoordelen. De commissie stelde enkele wijzigingen voor in de tekst van deze Katechismus, die later ook als apart supplement werden uitgegeven.
Paus Paulus creëerde hem kardinaal in het consistorie van 5 maart 1973. Hij kreeg de San Pier Damiani ai Monti di San Paolo als titeldiakonie. Hij nam deel aan zowel het eerste conclaaf als het tweede conclaaf van 1978, die leidden tot de verkiezing van respectievelijk paus Johannes Paulus I en Johannes Paulus II. In 1980 benoemde Johannes Paulus II hem tot prefect van de Congregatie voor de Heilig- en Zaligsprekingsprocessen. In 1985 werd hij onderscheiden als Rechtvaardige onder de Volkeren, in verband met zijn inspanningen ten behoeve van Joodse vluchtelingen tijdens de oorlog. In 1988 legde hij zijn functies neer.
Hij overleed in Rome en werd begraven op Campo Verano.
- Biblioteca Nacional de España: XX1065868
- Bibliothèque nationale de France: cb120517359 (data)
- Catàleg d'autoritats de noms i títols de Catalunya: 981058511396706706
- Gemeinsame Normdatei: 1069657638
- International Standard Name Identifier: 0000 0001 1025 2082
- Library of Congress Control Number: n81033949
- Nationale Bibliotheek van Tsjechië: xx0239262
- Nationale Bibliotheek van Israël: 987007273614105171
- Nederlandse Thesaurus van Auteursnamen: 074866869
- Istituto Centrale per il Catalogo Unico: CFIV026853
- Système universitaire de documentation: 028744136
- Virtual International Authority File: 39396101
- WorldCat: E39PBJy8v9jYX8BbFwVxJc8V4q